# See-Club Luzern

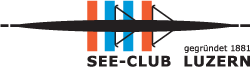
Logo des See-Club Luzern.

Der See-Club Luzern ist ein schweizerischer Ruderverein mit Sitz am Vierwaldstättersee in Luzern, direkt neben dem Ruderclub Reuss und neben dem Kanuclub Luzern. Der See-Club wurde im Jahr 1881 als erster Ruderclub am Vierwaldstättersee gegründet und ist heute nach eigenen Angaben mit rund 600 Mitgliedern der grösste Ruderverein der Schweiz.

## Mitglieder
Der See-Club zählt etwa 600 Mitglieder, davon 400 Aktive und 200 passive Mitglieder. Moritz Rogger wurde im Frühjahr 2016 anlässlich einer Ausserordentlichen Generalversammlung zum Präsidenten gewählt. Er löst damit Brigitte Rohner nach 4 Jahren Amtszeit ab. 2012 wurde sie zur Nachfolgerin von Beat Mundhaas, den sie nach sieben Jahren Amtszeit ablöste.

## Bootshäuser

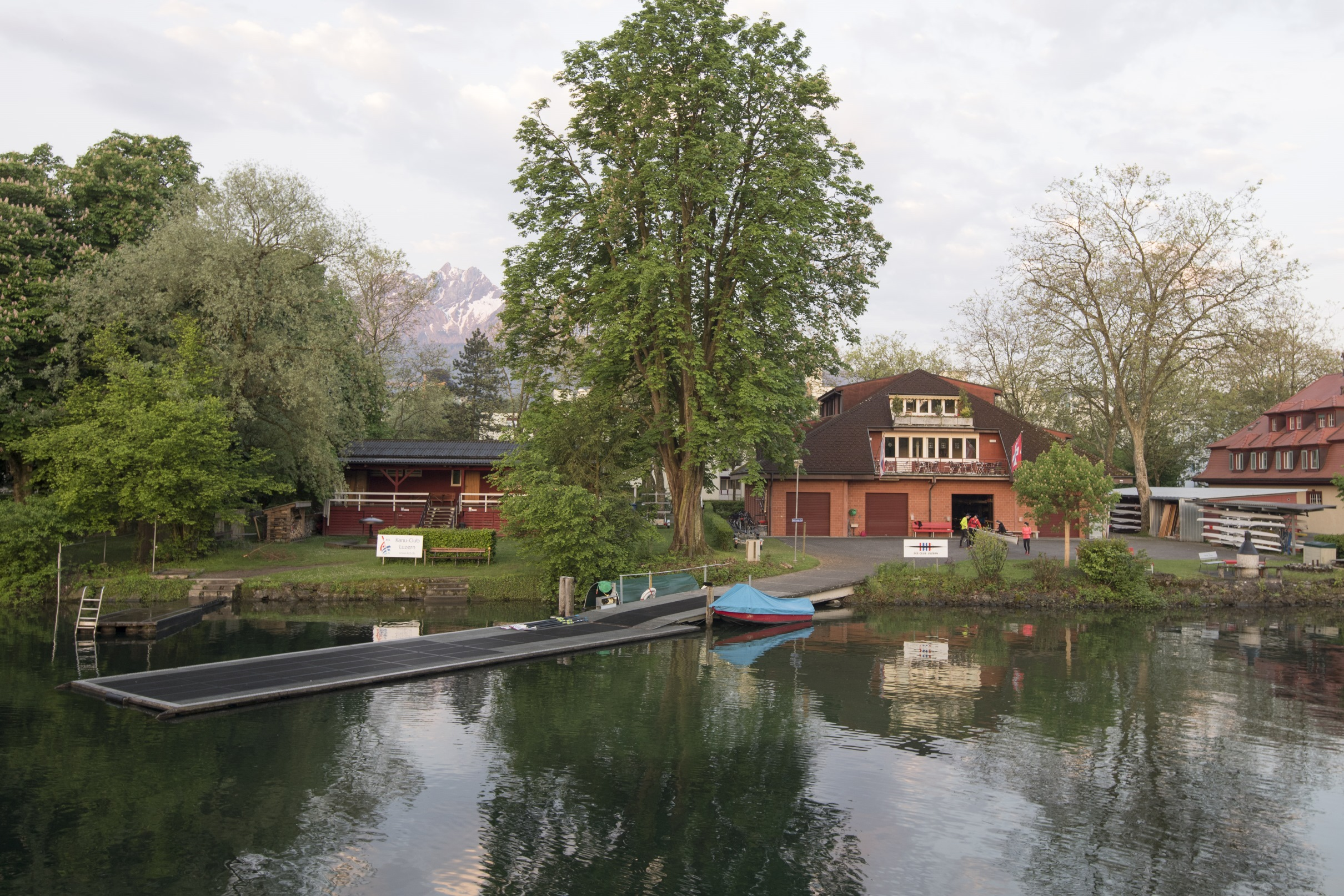
Bootshaus des See-Club Luzern.

Das erste Bootshaus, welches als solches anerkannt wurde, stand 1896 am Inseli, im Jahre 1930 wurde es durch das zweite, modernisierte Bootshaus am Inseli ersetzt, welches durch das bis heute erhaltene Bootshaus an der Ufschötti ersetzt wurde. Dieses soll ab 2017 von Grund auf renoviert werden. Einige Renovationen sind aus bautechnischen Gründen notwendig, andere werden aufgrund verändernder Bedürfnisse und Strukturen des Vereins erwünscht.

## Olympiateilnahmen
Der See-Club Luzern blickt auf eine lange Liste von Olympiateilnehmern zurück. Seit den Olympischen Sommerspielen in Rio 2016 ist mit Mario Gyr auch ein Olympiasieger unter den Mitgliedern.
| Jahr | Austragungsort | Athlet | Bootsklasse | Platzierung         |
| ---- | -------------- | --- | ----------- | ------------------- |
| 1924 | Paris          | Josef Schneider | M1x         | Bronzemedaille      |
| 1948 | London         | André Moccand (Stm.) | M4+         | Silbermedaille      |
| 1948 | London         | Eugen Vollmar Peter Gübeli Moritz Grand Noldi Amstutz Hans Schultheiss Otto Burri Fredy Schultheiss Franz Starkl Otto Vonlaufen (Stm.) | M8+         | 3. im Hoffnungslauf |
| 1960 | Rom            | Paul Kölliker | M4-         | 6. Platz            |
| 1960 | Rom            | Werner Kölliker Hans Graber | M8+         | Halbfinale          |
| 1968 | Mexiko-Stadt   | Werner Zwimpfer | M2-         | 5. Platz            |
| 1968 | Mexiko-Stadt   | Urs Fankhauser Urs Bitterli Beat Wirz (Stm.)                                                                                           | M2+         | 7. Platz            |
| 1972 | München        | Fredy Bachmann | M2-         | Silbermedaille      |
| 1972 | München        | Urs Fankhauser | M4+         | 8. Platz            |
| 1984 | Los Angeles    | Alfred Fischer | M2-         | 11. Platz           |
| 1992 | Barcelona      | Thomas Studhalter | M2-         | 11. Platz           |
| 2000 | Sydney         | Kim Plugge | LW2x        | 5. Platz            |
| 2012 | London         | Mario Gyr | LM4-        | 5. Platz            |
| 2016 | Rio de Janeiro | Mario Gyr | LM4-        | Goldmedaille        |
| 2016 | Rio de Janeiro | Michael Schmid | LM2x        | 13. Platz           |

## Nationale Erfolge
Nachdem im Sommer 2013 ein professioneller Cheftrainer (Diethelm Maxrath) die Leitung im Leistungssport übernommen hatte, konnte man auf nationaler Ebene vermehrt wichtige Erfolge feiern. Der Club konnte 2015 und 2016 den Preis für den stärksten Ruderclub an den Schweizer Meisterschaften gewinnen. In den Jahren besonders aufgefallen ist der Luzerner Achter (Luzern Eight), welcher nach einem 2. Platz an den Meisterschaften 2014 hinter Dauerrivale Seeclub Zürich 2015 den begehrten Achtertitel nach über 50 Jahren wieder in den See-Club Luzern holte. 2016 siegte der Clubachter ebenfalls an der Internationalen Ruderregatta in Aiguebelette. Die Meisterschaft beendete der Achter 2016 auf dem zweiten Platz und im Thames Cup an der Henley Royal Regatta reichte es für das Viertelfinale. 2016 konnte der Frauenachter die Meisterschaft gewinnen, sowie Michael Schmid im schweren Einer und Rafael Jeannaret mit Julian Müller im Leichtgewichts Zweier-Ohne. Insgesamt erruderten die Athletinnen und Athleten des See-Clubs 7 Goldmedaillen, 4 Silbermedaillen und 7 Bronzemedaillen. 2017 erreichte der Verein den 2. Platz in der Gesamtwertung aller Clubs. Der Frauenachter sowie der Männer Zweier-Ohne (Kevin Stadelmann, Timon Wernas) gewannen den Schweizermeister-Titel.

## Internationale Erfolge
- 1904: 1. Platz Europameisterschaft im Einer durch Louis von Moos[6][2]
- 1904: 3. Platz Europameisterschaft im Doppelzweier durch Louis und Albert von Moos[7][2]
- 1910: 2. Platz Europameisterschaft im Einer durch Moritz Stöckly[6][2]
- 1924: 3. Platz Olympische Sommerspiele im Einer durch Josef Schneider[8][2]
- 1924: 1. Platz Europameisterschaft im Einer durch Josef Schneider[6][2]
- 1925: 2. Platz Europameisterschaft im Einer durch Josef Schneider[6][2]
- 1926: 1. Platz Europameisterschaft im Einer durch Josef Schneider[6][2]
- 1972: 2. Platz Olympische Sommerspiele im Zweier ohne Steuermann durch Alfred Bachmann[9][2]
- 2010: 3. Platz Europameisterschaft im Leichtgewichts-Vierer ohne Steuermann durch Mario Gyr[2][3]
- 2012: 5. Platz Olympische Sommerspiele im Leichtgewichts-Vierer ohne Steuermann durch Mario Gyr[3]
- 2013: 3. Platz Europameisterschaft im Leichtgewichts-Doppelzweier durch Mario Gyr[3]
- 2013: 2. Platz Weltmeisterschaft im Leichtgewichts-Doppelzweier durch Mario Gyr[3]
- 2014: 3. Platz U23-Weltmeisterschaft im Leichtgewichts-Doppelvierer durch Leanne Kunz[10]
- 2015: 1. Platz Europameisterschaft im Leichtgewichts-Vierer ohne Steuermann durch Mario Gyr[3]
- 2015: 1. Platz Weltmeisterschaft im Leichtgewichts-Vierer ohne Steuermann durch Mario Gyr[3]
- 2016: 1. Platz Europameisterschaft im Leichtgewichts-Vierer ohne Steuermann durch Mario Gyr[3]
- 2016: 1. Platz Olympische Sommerspiele im Leichtgewichts-Vierer ohne Steuermann durch Mario Gyr[3]
- 2016: 2. Platz U23-Weltmeisterschaft im Leichtgewichts-Doppelvierer durch Fabienne Schweizer[11]
- 2017: 1. Platz Europameisterschaft im Leichtgewichts-Einer durch Michael Schmid[12]
- 2017: 1. Platz U23-Weltmeisterschaften im Leichtgewichts-Doppelvierer durch Julian Müller[13]
- 2017: 3. Platz Junioren-Weltmeisterschaften im Juniorinnen-Doppelvierer durch Lisa Lötscher[14]